# Efraim Kamberow
Efraim Kamberow (* 30. Juli 1957 in Vrani, Distr. Turgovitse) ist ein ehemaliger bulgarischer Ringer. Er wurde 1982 und 1984 Europameister im freien Stil im Mittelgewicht.

## Werdegang
Efraim Kamberow begann als Jugendlicher beim Sportverein "Ludogorez" Rasgrad mit dem Ringen. Er konzentrierte sich dabei auf den freien Stil. Nach dem Eintritt in die bulgarische Armee wurde er dort auf Grund seines Talentes beim Sportclub "Slawia" Sofia besonders gefördert und erreichte schon im Juniorenalter die bulgarische Spitzenklasse der Freistilringer. Seine Trainer waren Yumer Fekriew und Schjasko Dimitriew. Bei einer Größe von nur 1,68 m war Efraim Kamberow als Mittelgewichtler ein körperlich sehr starker Ringer, der von dieser Stärke, gepaart mit einer guten Technik, profitierte.
1978 gewann er bei der Junioren-Europameisterschaft (Espoirs) in Oulu den Titel im Mittelgewicht vor dem starken sowjetischen Sportler Oleg Kalojew. Bei der Europameisterschaft 1979, bei der er den verletzten Weltmeister Ismail Abilow vertrat, erreichte er mit zwei Siegen einen guten 5. Platz im Mittelgewicht. Er verlor dabei gegen Reşit Karabacak aus der Türkei und Adolf Seger aus der BRD. Danach dauerte es noch bis 1981, bis Efraim Kamberow, nach dem Rücktritt des Olympiasiegers von 1980 Ismail Abilow, in Bulgarien die Nr. 1 bei den Senioren in der Mittelgewichtsklasse wurde. 1981 belegte er dann sowohl bei der Europameisterschaft in Lodz als auch bei der Weltmeisterschaft in Skoplje den 2. Platz. In Lodz unterlag er im Finale gegen Oleg Kalojew nach Punkten un in Skoplje war es der US-Amerikaner Christopher Campbell, der ihn besiegte. Bei diesen Veranstaltungen siegte Efraim Kamberow u. a. zweimal über Peter Syring aus der DDR und in Lodz auch über Alfred Sutter aus der BRD.
Bei der Europameisterschaft 1982 in Warna gelang Efraim Kamberow der erste Titelgewinn. Er wurde dort vor dem sowjetischen Sportler Wladimir Modosjan und Peter Syring Europameister im Mittelgewicht. Hervorragend schnitt er auch bei der Weltmeisterschaft des gleichen Jahres in Edmonton/Kanada ab. Er verlor zwar im Endkampf gegen Taimuras Dsgojew aus der Sowjetunion, ließ aber so hervorragende Ringer wie David Schultz aus den USA, Akira Ōta aus Japan und Leszek Ciota aus Polen hinter sich.
Auch im Jahre 1983 bewies Efraim Kamberow seine Zuverlässigkeit. Bei der Europameisterschaft in Budapest kam er hinter dem Überraschungssieger Reşit Karabacak aus der Türkei auf den 2. Platz und bei der Weltmeisterschaft 1983 in Kiew platzierten sich Taimuras Dsgojew und Dsewegiin Düwtschin aus der Mongolei vor ihm. 
Bei der Europameisterschaft 1984 in Jönköping trat er wieder in hervorragender Form an. Er siegte dort u. a. über den sowjetischen Vertreter Luchman Dschabrailow und siegte im Endkampf gegen Reiner Trik aus der Bundesrepublik Deutschland überlegen mit 9:0 Punkten. Es war tragisch für ihn, dass die sozialistischen Länder die Olympischen Spiele in Los Angeles boykottierten. Ein Efraim Kamberow in der Form der Europameisterschaft 1984 hätte sicherlich in Los Angeles gute Chancen gehabt die Goldmedaille zu gewinnen.
Efraim Kamberow trat Ende des Jahres 1984 vom aktiven Ringen zurück. Er ließ sich im Jahre 1987 dazu überreden ein Comeback im Halbschwergewicht zu versuchen, weil die bulgarischen Freistilringer in dieser Gewichtsklasse bei den internationalen Meisterschaften nicht besonders gut abgeschnitten hatten und die Europameisterschaft 1987 im bulgarischen Weliko Tarnowo stattfanden. Das Comeback gelang auch, denn Efraim Kamberow kämpfte sich bis in das Finale vor und unterlag erst in diesem dem sowjetischen Ausnahmeathleten Macharbek Chadarzew. Nach dem Gewinn dieses Vize-Europameistertitels trat er aber dann endgültig zurück.
Efraim Kamberow war Offizier in der bulgarischen Volksarmee. Über sein weiteres Leben ist nichts bekannt.

## Internationale Erfolge
(WM = Weltmeisterschaft, EM = Europameisterschaft, F = freier Stil, Mi = Mittelgewicht, Hs = Halbschwergewicht, damals bis 82 kg bzw. 90 kg Körpergewicht)
- 1978, 1. Platz, Junioren-EM (Espoirs) in Oulu, F, Mi vor Oleg Kalojew, UdSSR, Gül, Türkei, Gheorghe Fodorea, Rumänien u. Alfred Sutter, BRD;

- 1979, 5. Platz, EM in Bukarest, F, Mi, mit Siegen über Pawel Szabo, Tschechoslowakei u. Peter Syring, DDR u. Niederlagen gegen Reşit Karabacak, Türkei u. Adolf Seger, BRD;

- 1981, 2. Platz, EM in Lodz, F, Mi, mit Siegen über Alfred Sutter, Peter Syring u. Michel Mege, Frankreich u. einer Niederlage gegen Oleg Kalojew;

- 1981, 2. Platz, WM in Skoplje, F, Mi, mit Siegen über Akira Ōta, Japan, Peter Syring, Konstantin Marasescu, Rumänien, Abdullah Nemedi, Jugoslawien u. Dsewegiin Düwtschin, Mongolei u. einer Niederlage gegen Christopher Campbell, USA:

- 1982, 1. Platz, EM in Warna, F, Mi, vor Wladimir Modosjan, UdSSR, Peter Syring, Leszek Ciota, Polen u. Ricardo Nicolini, Italien;

- 1982, 2. Platz, WM in Edmonton/Kanada, F, Mi, hinter Taimuras Dsgojew, UdSSR und vor David Schultz, USA, Akira Ōta u. Leszek Ciota;

- 1983, 2. Platz, EM in Budapest, F, Mi, hinter Resit Karabacak u. vor Giorgi Makassarischwili, UdSSR, Jozef Lohyňa, CSSR, Gheorghe Fodorea u. Georgios Dermitzakis, Griechenland;

- 1983, 3. Platz, WM in Kiew, F, Mi, hinter Taimuras Dsgojew und Dsewegiin Düwtschin u. vor Jozef Lohyna, Resit Karabacak u. Leszek Ciota;

- 1984, 1. Platz, EM in Jönköping, F, Mi, mit Siegen über Hubert Bindels, Belgien, Mehmet Turkaya, Türkei, Luciano Ortelli, Italien, Luchman Dschabrailow, UdSSR, Gheorghe Fodorea u. Reiner Trik, BRD;

- 1987, 2. Platz, EM in Weliko Tarnowo, F, Hs, hinter Macharbek Chadarzew, UdSSR u. vor Resit Karabacak, Iraklios Deskoulidis, Griechenland, Bodo Lukowski, BRD u. Jerzy Niec, Polen

## Weblink
- Profil von Efraim Kamberow bei United World Wrestling

| Personendaten    | Personendaten       |
| ---------------- | ------------------- |
| NAME             | Kamberow, Efraim    |
| KURZBESCHREIBUNG | bulgarischer Ringer |
| GEBURTSDATUM     | 30. Juli 1957       |
| GEBURTSORT       | Vrani               |